# CCTV-6
CCTV-6 is een televisiezender van de Chinese publieke omroep China Central Television. De zender is gericht op het uitzenden van films. Er bestaan twee varianten. De ene variant is de gewone televisiezender en de andere variant is de televisiezender met HD kwaliteit.
De zender begon op 30 november 1995 met uitzenden en is de enige filmzender die op het Chinese Vasteland op nationaal niveau uitzendt. Behalve films worden ook documentaires, Chinese opera, tekenfilms en televisieseries uitgezonden. In het tv-programma China Movie Report worden de nieuwste Chineestalige films besproken. Besprekingen over de nieuwste buitenlandse films komen aan bod in het programma World Film Report. Beide programma's duren elk twintig minuten.